# Dobrodružství kapitána Žvanilkina
Dobrodružství kapitána Žvanilkina (1937, Приключения капитана Врунгеля) je humoristický dobrodružný román pro mládež ruského sovětského spisovatele Andreje Sergejeviče Někrasova.

## Obsah románu
Kniha je vlastně seriálem neuvěřitelných a humorných příběhů, které o své plavbě kolem světa vypráví bývalý kapitán námořní plavby Christofor Bonifaťjevič Žvanilkin, jakási ruská obdoba Barona Prášila.
Trasu Leningrad – Norsko – Calais – ostrov Wight – Alexandrie – Eritrea – Antarktida – Havaj – Brazílie – Sydney – Kanada – Aljaška – Kamčatka absolvoval Žvanilkin téměř celou na dvoumístné plachetnici, a to nejprve jen se svým prvním důstojníkem Sochorem a později ještě s námořníkem Fuchsem.
Loď, na které se plavili, se měla původně jmenovat Poběda (Vítězství). Protože však tesaři nedali pozor a použili na její stavbu čerstvé dřevo, jachta během léta pustila celým bokem kořeny a přirostla ke břehu. Když chtěl kapitán Žvanilkin vyplout, neobešlo se to bez problémů, při kterých loď ztratila dvě první písmena ze svého jména, takže se jmenovala Běda. Kapitán je přesvědčen, že kvůli tomuto jménu se mu na plavbě moc nedaří a že se dostává neustále do různých obtíží (například záměna pštrosích vajec za krokodýlí, ze kterých se krokodýli na lodi skutečně vylíhnou, uvíznutí v ledu v Antarktidě, pronásledování japonským admirálem Kusakim).
Běda nakonec ztroskotá a její posádka je zachráněna anglickým parníkem, který pluje do Kanady. Na Kamčatku do Petropavlovska se pak dostanou z Aljašky přes led pomocí spřežení, které je namísto sobem taženo krávou.